# مپل (هلند)
مپل (به هلندی: Meppel) یک شهر، شهرک با حقوق شهرک و روستای سابق، شهرستان هلند در هلند است که در درنته واقع شده‌است.

## خصوصیات
مپل   ۲ متر بالاتر از سطح دریا واقع شده‌است.

## نگارخانه

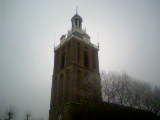
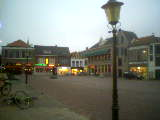
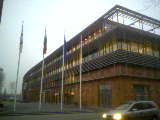
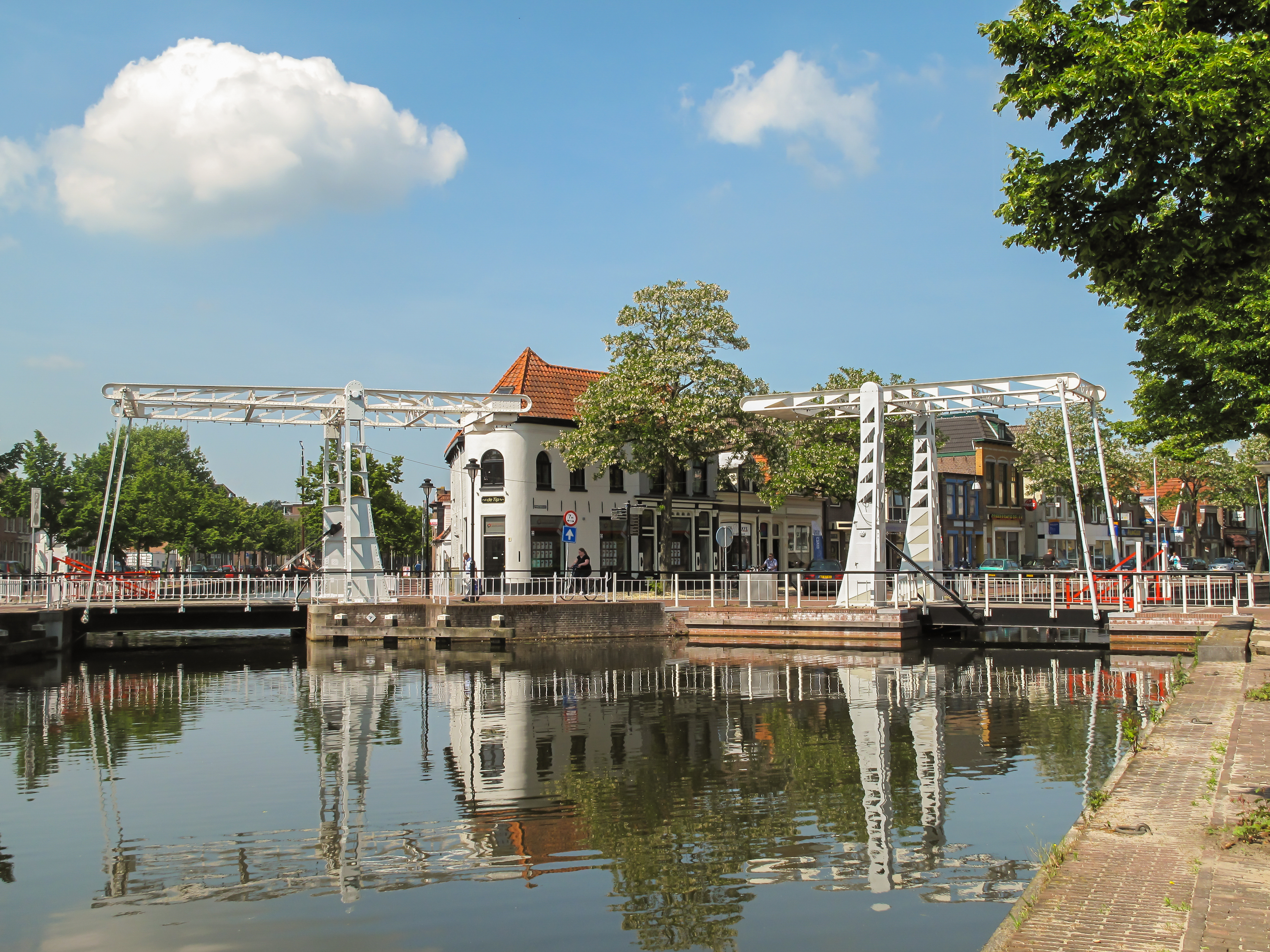
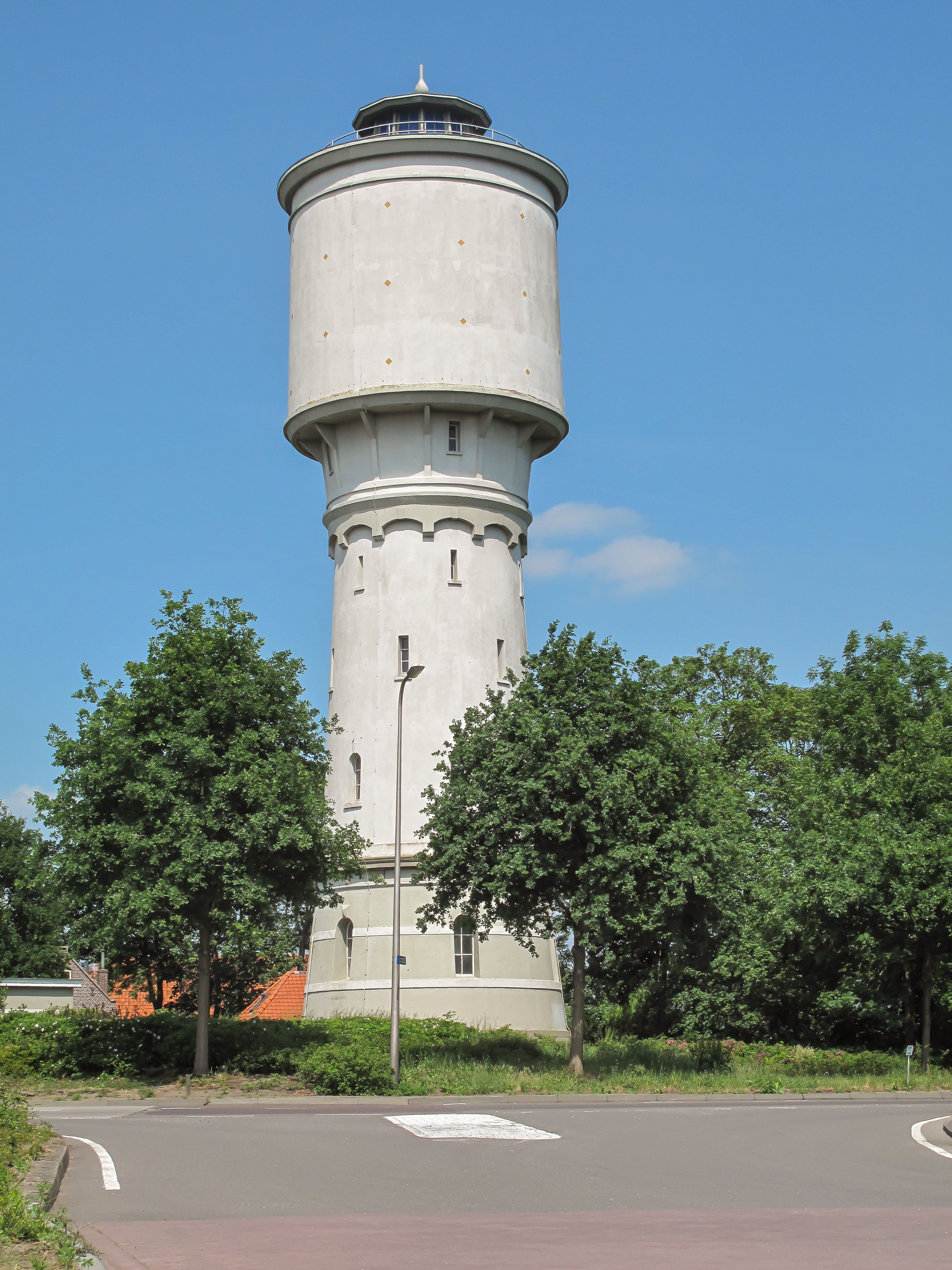